# FC 털사
FC 털사(영어: FC Tulsa)는 유나이티드 사커 리그에 소속된 미국의 프로 축구단이다. 오클라호마주 털사를 연고지로 하고 있으며 원오케이 필드를 홈 경기장으로 사용하고 있다. 2013년부터 2019년까지 털사 러프넥스 FC(영어: Tulsa Roughnecks FC)라는 명칭을 사용했다.

## 역대 홈경기장
| 경기장        | 사용기간    | 장소              | 팀명             | 비고 |
| ------------- | ----------- | ----------------- | ---------------- | ---- |
| 원오케이 필드 | 2015년~현재 | 오클라호마주 털사 | 털사 러프넥스 FC | 빈칸 |

## 선수 명단

### 현역
참고: FIFA 자격 규정에 따라 소속된 국가대표팀 국기를 표시합니다. 선수는 복수의 FIFA 비회원국 국적을 가지고 있을 수 있습니다.
| 번호 | 포지션 | 국적       | 이름          |
| ---- | ------ | ---------- | ------------- |
| 33   | MF     | 슬로베니아 | 아론 카치나리 |

| 번호 | 포지션 | 국적 | 이름 |
| ---- | ------ | ---- | ---- |

## 메이저 리그 사커제휴팀
- 시카고 파이어 (브리지뷰, 일리노이)